# Ergatettix brachyptera
Ergatettix brachyptera is een rechtvleugelig insect uit de familie doornsprinkhanen (Tetrigidae). De wetenschappelijke naam van deze soort is voor het eerst geldig gepubliceerd in 1992 door Zheng.